# Born To Do It
Born To Do It es el álbum-debut del cantante de R&B inglés Craig David.

## El disco
Born To Do It es el primer álbum del cantante inglés de R&B-Soul Craig David. Su álbum-debut fue publicado por la discográfica inglesa Telstar Records UK, la misma de Victoria Beckham. El álbum fue producido por Mark Hill, D. Hill, Jeremy Wheatley, J. Seals y V. Hallet. Su primer álbum fue todo un éxito en ventas, debido a que vendió más de 8,000,000 de copias en todo el mundo, de las cuales más de 2,000,000 fueron en su país, el Reino Unido.
En Estados Unidos fue publicado un año más tarde, pero con bastante éxito, vendiendo más de 1,000,000 de copias y llegando a conseguir un disco de platino. En Canadá el disco se publicó, pero con escaso éxito, llegando al Número 84 en las Listas de Ventas Canadienses, y el único individual publicado, "Fill Me In", no llegó al Top 40.
Del álbum se lanzaron 6 sencillos, de los cuales "Fill Me In", "7 Days" y "Walking Away" fueron éxitos internacionales, consiguiendo el #1 en UK, Irlanda, Francia, Israel o China. Los sencillos "Rewind" y "Woman Trouble" fueron sólo distribuidos en Reino Unido e Irlanda, siendo ambos Top 10's. "Rendezvous" fue el sexto y último sencillo, que no tuvo éxito, excepto en UK dónde llegó al #8, pero rápidamente abandonando el Top 75 de UK.

## Lista de canciones
Todas las canciones escritas y compuestas por Craig David & Mark Hill except where noted. 
| Versión inglesa (2000) |                           |                                       |          |  |
| N.º                    | Título                    | Writer(s)                             | Duración |  |
| 1.                     | «Fill Me In»              |                                       | 4:16     |  |
| 2.                     | «Can't Be Messing 'Round» | Craig David                           | 3:54     |  |
| 3.                     | «Rendezvous»              |                                       | 4:37     |  |
| 4.                     | «7 Days»                  | Craig David, Mark Hill, & Darren Hill | 3:55     |  |
| 5.                     | «Follow Me»               |                                       | 4:01     |  |
| 6.                     | «Last Night»              |                                       | 4:31     |  |
| 7.                     | «Walking Away»            |                                       | 3:24     |  |
| 8.                     | «Time to Party»           |                                       | 4:04     |  |
| 9.                     | «Booty Man»               |                                       | 3:48     |  |
| 10.                    | «Once in a Lifetime»      |                                       | 3:30     |  |
| 11.                    | «You Know What»           |                                       | 3:34     |  |
| 12.                    | «Rewind»                  |                                       | 5:32     |  |

| Versión internacional (2001) |                           |                                       |          |  |
| N.º                          | Título                    | Writer(s)                             | Duración |  |
| 1.                           | «Fill Me In»              |                                       | 4:16     |  |
| 2.                           | «Can't Be Messing 'Round» | Craig David                           | 3:54     |  |
| 3.                           | «Rendezvous»              |                                       | 4:37     |  |
| 4.                           | «7 Days»                  | Craig David, Mark Hill, & Darren Hill | 3:55     |  |
| 5.                           | «Follow Me»               |                                       | 4:01     |  |
| 6.                           | «Key to My Heart»         | Craig David & Jeremy Paul             | 4:13     |  |
| 7.                           | «Fill Me In (Part 2)»     |                                       | 4:12     |  |
| 8.                           | «Last Night»              |                                       | 4:31     |  |
| 9.                           | «Walking Away»            |                                       | 3:24     |  |
| 10.                          | «Time to Party»           |                                       | 4:04     |  |
| 11.                          | «Booty Man»               |                                       | 3:48     |  |
| 12.                          | «Once in a Lifetime»      |                                       | 3:30     |  |
| 13.                          | «You Know What»           |                                       | 3:34     |  |
| 14.                          | «Rewind»                  |                                       | 5:32     |  |

## Trayectoria en las listas
| Posición | 2  | 1  | 1  | 2  | 5  | 2  | 6  | 10 | 9  | 10 | 12 | 14 | 18 | 20 | 27 | 30  | 21  | 34  | 40  |
| Semana   | 20 | 21 | 22 | 23 | 24 | 25 | 26 | 27 | 28 | 29 | 30 | 31 | 32 | 33 | 34 | 35  | 36  | 37  | 38  |
| Posición | 47 | 38 | 31 | 24 | 32 | 39 | 48 | 57 | 64 | 68 | 76 | 80 | 83 | 89 | 96 | 103 | 116 | 129 | 157 |

| Posición | 1  | 1  | 2  | 3  | 6  | 8  | 8  | 9  | 9  | 10  | 13  | 17  | 20  | 21  | 25  | 28  | 30  | 37  | 39  | 39  |
| Semana   | 21 | 22 | 23 | 24 | 25 | 26 | 27 | 28 | 29 | 30  | 31  | 32  | 33  | 34  | 35  | 36  | 37  | 38  | 39  | 40  |
| Posición | 40 | 47 | 49 | 58 | 69 | 78 | 84 | 94 | 97 | 100 | 108 | 109 | 119 | 128 | 159 | 210 | Out | Out | Out | Out |

| Posición | 2 | 5 | 7 | 10 | 12 | 13 | 18 | 19 | 20 | 20 | 27 | 30 | 35 | 40 | 49 | 57 | 78 | 97 | 115 | 189 |

| Posición | 1 | 2 | 3 | 6 | 10 | 12 | 16 | 20 | 27 | 19 | 21 | 28 | 30 | 37 | 45 | 52 | 58 | 69 | 85 | 99 | 126 | 182 |

| Posición | 1 | 1 | 3 | 5 | 7 | 10 | 15 | 17 | 20 | 25 | 29 | 32 | 39 | 42 | 54 | 64 | 80 | 94 | 105 | 179 |

| Posición | 6 | 2 | 5 | 15 | 11 | 18 | 24 | 27 | 39 | 40 | 47 | 55 | 60 | 67 | 40 | 39 | 68 | 89 | 109 | 158 | 199 |

| Posición | 28 | 11 | 20 | 37 | 40 | 44 | 59 | 68 | 79 | 85 | 99 | 100 | 159 | 187 | 210 | 239 | 286 | 317 | Out | Out |